# Mokra gora

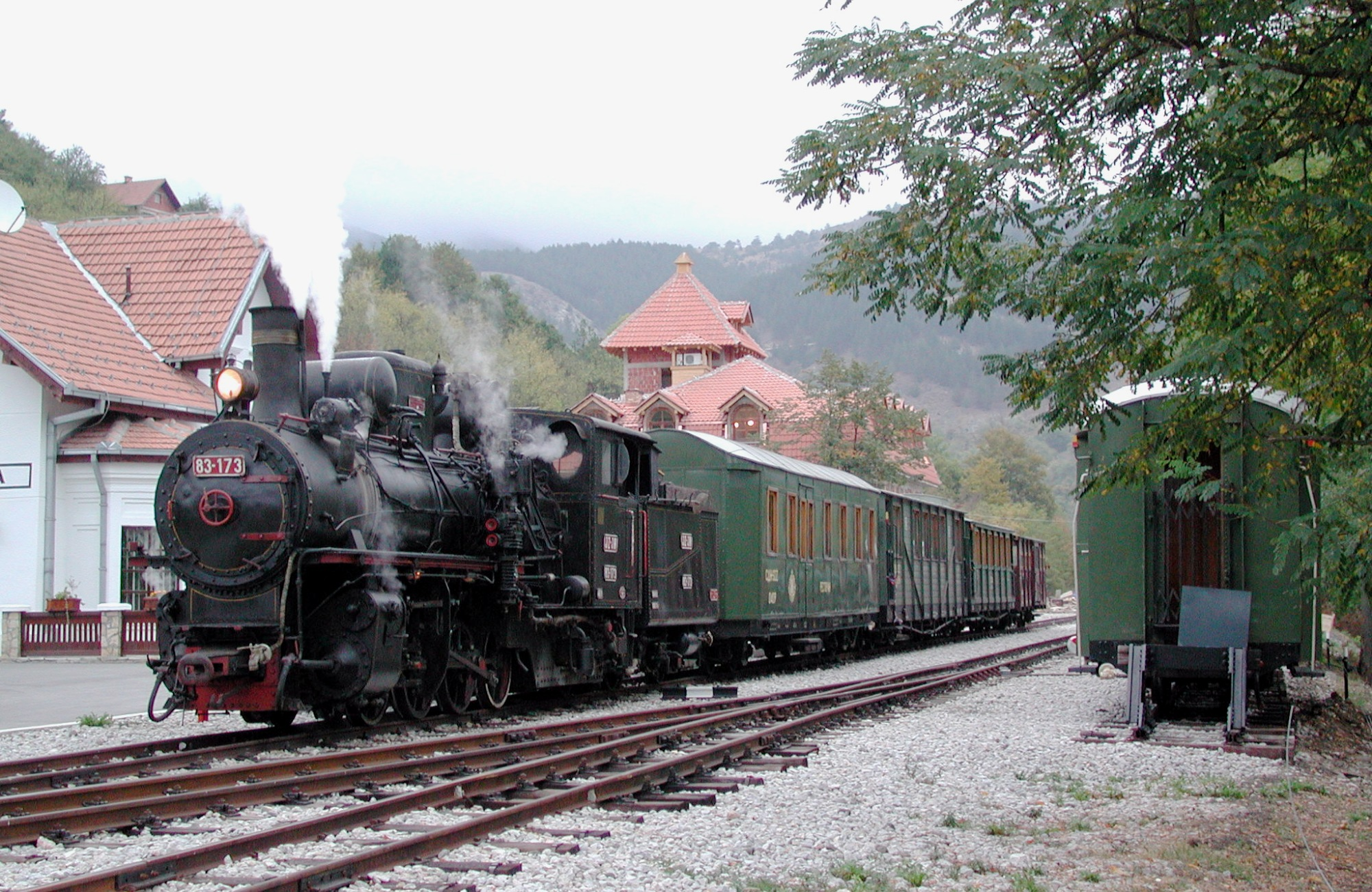
Stacja Kolejowa Mokra Góra

Mokra gora - pasmo górskie w Górach Dynarskich. Leży na granicy między Czarnogórą a Serbią. Sąsiaduje z Prokletijem. Pasmo to ograniczone jest przez rzekę Ibar, Bogaska, kanion Rugovska Klisura i Alagina. Najwyższym szczytem jest Hajla (2403 m). Między innymi, znajduje się tam znana wieś Küstendorf.
Najwyższe szczyty:
- Hajla - 2403 m,
- Vranovacka Hajla - 2281 m,
- Drmando - 2119 m,
- Zuti Kamen - 2075 m.